# Olivier Zwartyes
Olivier Zwartyes (* 10. Februar 1987 in Haan) ist ein deutscher Fernsehmoderator, Kommentator und Sportjournalist.

## Leben
Olivier Zwartyes studierte an der Technischen Universität München Sportwissenschaft, Medien und Kommunikation. Nach dem Studium absolvierte er ein Volontariat beim privaten regionalen Fernsehsender Regional Fernsehen Oberbayern (RFO).
2015 wechselte Zwartyes zum Sportsender Sky Deutschland und ist seitdem für Sky Sport News tätig. Seit 2018 gehört er zum festen Moderatorenteam von Sky Sport News.
Seit der Saison 2020 wird Zwartyes bei Sky Deutschland zudem als Kommentator im Bereich Motorsport eingesetzt. Er kommentiert die FIA Formel 2 und die FIA Formel 3. Des Weiteren kommt er als Kommentator bei der IndyCarSerie zum Einsatz.
Neben dem Motorsport kommentiert der ehemalige Eishockeyspieler seit Herbst 2021 auch die National Hockey League für Sky Deutschland.